# Ꜷ
Ꜷ, ꜷ – litera rozszerzonego alfabetu łacińskiego wykorzystywana dawniej w języku staronordyjskim. Odpowiadała dźwiękom [ɔ̃] (nosowemu o), [ø] (samogłosce półprzymkniętej przedniej zaokrąglonej), [øː] (długi wariant wspomnianej samogłoski) i [au].

## Kodowanie
| Znak                   | Ꜷ                       | Ꜷ                       | ꜷ                     | ꜷ                     |
| ---------------------- | ----------------------- | ----------------------- | --------------------- | --------------------- |
| Nazwa w Unikodzie      | Latin Capital Letter Au | Latin Capital Letter Au | Latin Small Letter Au | Latin Small Letter Au |
| Kodowanie              | dziesiątkowo            | szesnastkowo            | dziesiątkowo          | szesnastkowo          |
| Unicode                | 42806                   | U+A736                  | 42807                 | U+A737                |
| UTF-8                  | 234 156 182             | ea 9c b6                | 234 156 183           | ea 9c b7              |
| Odwołania znakowe SGML | &#42806;                | &#xA736;                | &#42807;              | &#xA737;              |